# Floris Michael Neusüss
Floris Michael Nesüss (3. března 1937 Remscheid – 1. dubna 2020 Kassel) byl německý fotograf.

## Životopis
Nesüss studoval fotografii na Wuppertalské škole umění a řemesel v Severním Porýní-Vestfálsku a poté pokračoval na Bavorském státním institutu fotografie v Mnichově. Studoval po boku fotografa Heinze Hajka-Halkeho na berlínské univerzitě umění. V roce 1957 začal dělat fotogramy a fotomontáže.
V sedmdesátých letech vyráběl Nesüss takzvané nudogramy, siluety fotografií aktů. V Casselu založil také vydavatelství Fotoforum. V letech 1982 a 1985 vystavoval Nesüss díla, která zobrazovala nemoci ze znečištění, a které vyvolaly silné reakce. Na začátku 80. let vystavil cyklus Artificial Landscapes, chemická díla abstraktního umění, která připomínají malé budovy na obzoru.
V roce 1986 začal navrhovat nocturnal images (noční snímky), fotografie pořízené venku v noci. Prostřednictvím této práce se Nesüss etabloval jako jeden z vůdců v experimentální fotografii.

## Muzeální recepce
- Berlinische Galerie, Berlín
- Art Institute of Chicago
- Kunsthalle Hamburg
- Museum of Fine Arts, Houston
- Neue Galerie Kassel, Kassel
- Victoria and Albert Museum
- J. Paul Getty Museum, Los Angeles
- Städtische Galerie im Lenbachhaus
- Museum of Modern Art, New York
- Maison Europique de la Photographie, Paříž
- George Eastman House, Rochester / New York

## Studenti
- Jutta Winkelmann
- Gisela Getty
- Wolfgang Pietrzok
- Brigitte Maria Mayer

## Výstavy
- 2018: Ferner Zeiten Schatten-Fotogramme. Kunst im Bundestag, Berlin[4]
- 2017: Intent and Gesture: Photograms - Color (1966–2007), samostatná výstava, Von Lintel Gallery, Los Angeles
- 2016: Leibniz' Lager, samostatná výstava, Zentrum für Kunst und Medientechnologie, Karlsruhe
- 2015: Dreams + Photograms, samostatná výstava, Lintel Gallery, Los Angeles
- 2012: Traumbilder – Bilderträumer, Frühe Kamerafotografien und Fotoaktionen von Floris Neusüss, Městské muzeum v Mnichově[5]
- 2005: Vor Troja – Antikenfotogramme, Winckelmann-Museum, Stendal
- 1997: Spoluúčast na výstavě 45. Jahresausstellung des Deutschen Künstlerbundes in Wismar und Rostock[6]
- 1977: Kunstverein Kassel, Kassel